# Serra dos Candeeiros
A Serra dos Candeeiros é uma elevação do Maciço Calcário Estremenho no Sistema Montejunto-Estrela em Portugal Continental, com 610 metros de altitude. Situa-se nos municípios de Rio Maior, Alcobaça e Porto de Mós, marcando a fronteira entre o Ribatejo e o Oeste. É conhecida pelas suas impressionantes grutas naturais; aí se situa o Parque Natural das Serras de Aire e Candeeiros.
Sendo uma das primeiras elevações junto à orla marítima, é um excelente local para a produção de energia eólica. Nesta serra, está instalado um parque com a capacidade de produzir 111 MW.
Na serra dos Candeeiros existem várias pedreiras.[carece de fontes?]
Sendo a Serra dos Candeeiros parte do PNSAC, existe uma ambundância de vida selvagem:
Morcegos:
Morcego-de-peluche (Miniopterus schreibersii);
Morcego-lanudo (Myotis emarginatus);
Morcego-de-ferradura-mediterrânico (Rhinolophus euryale);

Micromamíferos:
Ouriço-cacheiro europeu (Erinaceus europaeus);
Musaranho-de-dentes-brancos (Crocidura russula);
Rato-do-pinho-lusitânico (Apodemus sylvaticus) ;

Mamíferos médios e grandes:
Coelho-bravo (Oryctolagus cuniculus);
Lebre-ibérica (Lepus granatensis);
Javali (Sus scrofa) 

Carnívoros e pequenos predadores:
Geneta (Genetta genetta);
Gato-bravo (Felis silvestris);
Raposa-vermelha (Vulpes vulpes) 
Fuinha (Martes foina);
Texugo-Europeu (Meles Meles) 
Sacarrabos (Herpestes ichneumon) 
Anfíbios:
Salamandra-de-pintas-amarelas (Salamandra salamandra);
Tritão-marmorado (Triturus marmoratus);
Sapo-comum (Bufo bufo)

Répteis:
Víbora-cornuda (Vipera latastei);
Lagarto-de-ocelado (Timon lepidus);
Cobra-rateira (Malpolon monspessulanus) 
Cobra de Escada (Zamenis scalaris);

Aves de rapina e passeriformes:
Águia-de-Bonelli (Hieraaetus fasciatus);
Águia-de-asa-redonda (Buteo buteo);
Águia-cobreira (Circaetus gallicus);
Bufo-real (Bubo bubo);
Cartaxo-comum (Saxicola rubicola);
Gralha-de-bico-vermelho (Pyrrhocorax pyrrhocorax);

## Rios
Na serra dos Candeeiros nascem:
- Rio Alcoa
- Rio Maior
- Ribeira das Alcobertas
- Rio do Penegral
- Rio Lena